# Muziekinformatie- en Documentatiecentrum Ton Stolk
Het Muziekinformatie- en Documentatiecentrum Ton Stolk (1977-2021) bestond uit een bibliotheek en muziekinstrumentenmuseum. Het was gevestigd in het Reedershuys aan de Westhavenkade in de stad Vlaardingen in Zuid-Holland.
Het werd in 1977 opgericht en beheert een bibliotheek op het gebied van muziek en een collectie van zevenhonderd antieke, folkloristische en exotische muziekinstrumenten. Deze waren uit alle delen van de wereld afkomstig en enkele instrumenten zijn duizenden jaren oud. Naast de instrumenten en naslagwerken waren er onder meer foto's, partituren, brieven en prenten te zien.
Het centrum bewaarde de privéverzameling van Ton Stolk (1932-2022) en zijn vrouw Eva (1929-2022) die zij opbouwden tijdens hun verre reizen. Het centrum is op afspraak geopend en geeft educatieve rondleidingen voor groepen. Daarnaast werden er concerten gehouden en exposities met beeldende kunst binnen het thema muziek.
De muziekcollectie werd geschonken aan het Muziekinstrumentenmuseum in Brussel.